# György Szmrecsányi

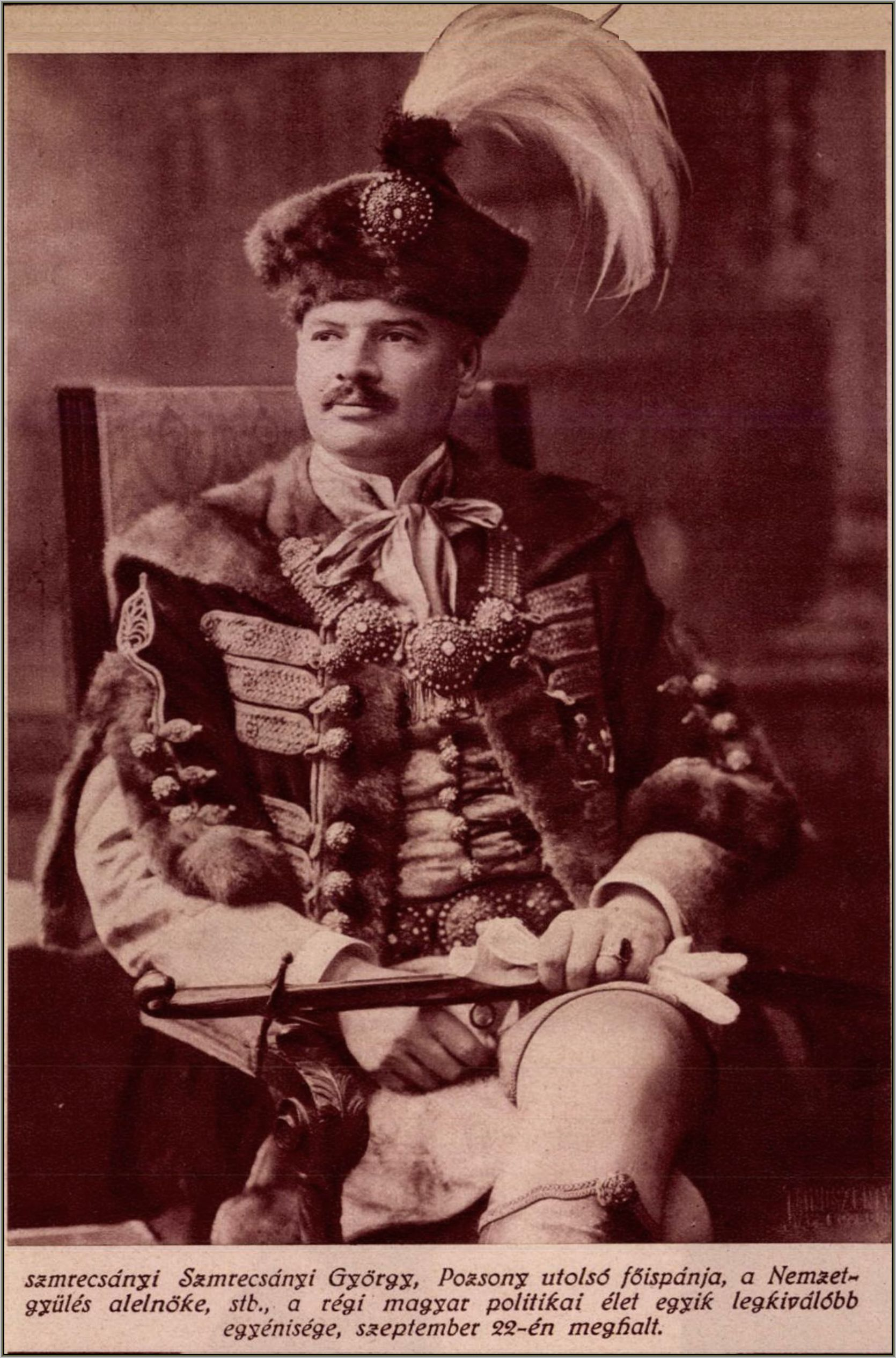
György Szmrecsányi

György Szmrecsányi von Szmrecsány (* 23. September 1876 in Felsőkubin, Komitat Árva; † 22. September 1932 in Budapest) war ein ungarischer Politiker, Obergespan und Parlamentsabgeordneter.

## Leben
Szmrecsányi studierte Jura in Budapest und wurde zunächst Assessor im k.u. Handelsministerium. Als Mitglied der Liberalen Partei wurde er nach den Wahlen von 1905 Reichstagsabgeordneter für den Wahlbezirk Alsókubin im Komitat Árva, schloss sich jedoch noch im selben Jahr der Katholischen Volkspartei an. Bei den Wahlen von 1906 erlangte er ein Mandat für den Wahlbezirk Vágbeszterce im Komitat Trencsén und 1910 für den Wahlbezirk Zsámbokrét im Komitat Turóc. Im Ersten Weltkrieg war Szmrecsányi Kriegsbevollmächtigter des k.u. Roten Kreuzes und inspizierte die Krankenhäuser in Frontnähe. Am 17. Juni 1917 wurde er von Ministerpräsident Móric Esterházy zum Obergespan des Komitats Pozsony ernannt und legte sein Parlamentsmandat ab. Nach der Asternrevolution wurde er am 4. November 1918 seines Amtes enthoben und wenig später in den Ruhestand versetzt. Mit Ausrufung der Ungarischen Räterepublik im März 1919, floh er nach Wien und wurde Mitglied im Antibolschewistischen Komitee (Antibolsevista Comité). Nach Sturz der Räterepublik kehrte Szmrecsányi wieder nach Ungarn zurück und wurde als Mitglied der Christlichen Nationalen Partei der Einheit (Keresztény Nemzeti Egyesülés Pártja) Abgeordneter der Nationalversammlung für den Wahlkreis Zalaegerszeg. Er unterstützte 1921 beide erfolglose Restaurationsversuche König Karls IV. und wurde im Zuge dessen interniert.